# Gandhi-Informations-Zentrum
Das Gandhi-Informations-Zentrum ist seit dem Jahr 1990 ein gemeinnütziger Verein für Bildung mit ungefähr 100 Mitgliedern im In- und Ausland, darunter namhafte Wissenschaftler, Künstler und Schriftsteller, wie z. B. dem Friedensnobelpreisträger Adolfo Perez Esquivel, Graf Serge Tolstoi (1911–1995) und Professor Joseph Needham (1900–1995).
Weltweit bekannt wurde das Gandhi-Informations-Zentrum durch die Verbreitung des „Manifests gegen die Wehrpflicht und das Militärsystem“, das zwei bereits von Gandhi, Einstein, Buber, Freud und Tolstois Mitarbeitern Birukov und Bulgakov unterzeichnete Manifeste gegen die militärische Ausbildung der Jugend aktualisiert. Dieses Manifest wurde mittlerweile in mehr als 25 Sprachen übersetzt und von mehr als 200 hervorragenden Persönlichkeiten aus über 30 verschiedenen Ländern unterzeichnet.
Das Gandhi-Informations-Zentrum, Forschungs- und Bildungsstätte für Gewaltfreiheit, organisiert seit dem Jahr 1990 gemeinnützige Bildungsarbeit und gibt Publikationen über das Leben und Wirken von Mahatma Gandhi heraus. Das Gandhi-Informations-Zentrum knüpft Kontakte in alle Welt und trägt zu einem internationalen Netzwerk bei.
Der gewaltfreie, aktive Widerstand, wie er von Gandhi entwickelt und gelebt wurde, soll für den Verein Orientierung und Wegweisung sein. Damit verbunden will der Verein die Wurzeln der Gewaltfreiheit in vielfältigen Traditionen dokumentieren (um Beispiele zu nennen: die gewaltfreie Lehre Leo Tolstois in Russland, den zivilen Ungehorsam Henry David Thoreaus, die Bürgerrechtsbewegung Martin Luther Kings in den USA, die Sozialethik John Ruskins aus England, die Arche-Kommunitaeten Lanza del Vastos in Frankreich sowie die Gewissensüberzeugungen religiöser Kriegsdienstverweigerer aus Österreich und Deutschland).
Unter dem Titel Satyagraha veröffentlichte das Gandhi-Informations-Zentrum von 1994 bis 2008 dreisprachige Informationen weltweit. So informierten die ersten beiden Ausgaben über das Gedenken an den 125. Geburtstag Gandhis und die Beziehungen des Gandhi-Informations-Zentrums zu Nachfolgern Leo Tolstois in Russland.

## Ausstellungen
Realisierung von Museumsausstellungen und -dokumentationen für das Anti-Kriegs-Museum und das Gandhi-Informations-Zentrum in Berlin von 2008 bis 2020 (Erwachsenenbildung, Friedenspädagogik):
- Gandhis Weg zur Gewaltlosigkeit – autobiographische Zitate, Fotos, Originalton
- Leo Tolstoi: „Ich kann nicht schweigen!“ – Gedanken gegen Gewalt und Krieg
- Martin Luther King: „I Have A Dream“ – Gedanken zur Gewaltfreiheit
- Henry David Thoreau: Ziviler Ungehorsam – Gedanken gegen Krieg und Sklaverei
- Carl von Ossietzky: Friedensnobelpreisträger, Journalist, politischer Pazifist
- John Ruskin: „Diesem Letzten“ – Gedanken über Frieden und Gerechtigkeit
- Leo Tolstoi und die Duchoborzen: Kriegsdienstverweigerung aus Gewissensgründen
- Rabindranath Tagore: „Worte aus der Tiefe der Wahrheit“ – Gedanken gegen Krieg und Nationalismus
- Étienne de La Boétie: Gegen die freiwillige Knechtschaft – Diskurs über den Tyrannensturz
- Kurt Tucholsky: „Nie wieder Krieg!“ – Botschaften des Pazifismus
- Karl Kraus: „Weltgericht“ – Polemiken gegen den Krieg
- „Nicht Schuld daran zu seyn“ – Bilder und Gedichte gegen den Krieg
- Wolfgang Borchert: Sag NEIN ! – Testament gegen den Krieg
- Frieden für immer – Denkmäler gegen den Krieg
- Erasmus von Rotterdam: „Süß ist der Krieg den Unerfahrenen…“ – Klage gegen Gewalt und Krieg
- Dr. Albert Schweitzer: „Mein Wort an die Menschen“ – Engagement gegen den Atomkrieg
- Henry David Thoreau: „... gib mir Wahrheit“ – Plädoyer für gewaltfreien Widerstand
- „Study War No More“ – Fotografien und Liedverse für den Frieden
- Aldous Huxley: Alphabet des Friedens. Engagement gegen den Krieg
- „Die Revolution“ – Rätedemokraten gegen Gewalt und Krieg 1919/2019
- „Brot und Rosen“ – Stimmen gegen den Krieg

## Interviews
Interviews für Radiostationen:
- „Hermann Kallenbach - Mahatma Gandhi's Freund in Südafrika“ (Interview mit Christian Bartolf, 16. September 2011, „Kol Berlin – Stimme Berlins“)
- „Gandhi, Carl von Ossietzky und Hyderabad“ (Interview mit Christian Bartolf, 1. Oktober 2009, All India Radio, Hyderabad, Indien)